# Абделлах Бідан
Абделлах Бідан (араб. عبد الله بيدان, нар. 19 серпня 1967) — марокканський футболіст, що грав на позиції захисника.

## Клубна кар'єра
На клубном рівні грав за команду «Олімпік» (Хурібга). 

## Виступи за збірну
Був гравцем національної збірної Марокко.
У складі збірної був учасником чемпіонату світу 1986 року в Мексиці.